# 獐山站
獐山站（：／ Jangsan yeok */?）曾为韩国铁路庆北线上的一个车站，位于庆尚北道醴泉郡甘泉面獐山里，目前已废止。

## 历史
- 1969年1月17日，落成使用[1]。
- 1974年12月5日，停止使用[2]。